# Ephemera compar
Ephemera compar är en dagsländeart som beskrevs av Hagen 1875. Ephemera compar ingår i släktet Ephemera och familjen sanddagsländor. Inga underarter finns listade i Catalogue of Life.